# Hernani (Filippine)
Hernani è una municipalità di quinta classe delle Filippine, situata nella Provincia di Eastern Samar, nella Regione del Visayas Orientale.
Hernani è formata da 13 baranggay:
- Barangay 1 (Pob.)
- Barangay 2 (Pob.)
- Barangay 3 (Pob.)
- Barangay 4 (Pob.)
- Batang
- Cacatmonan
- Canciledes
- Carmen
- Garawon
- Nagaja
- Padang
- San Isidro
- San Miguel